# Animus rem sibi habendi
Der animus rem sibi habendi (lat. für „Einstellung, eine Sache für sich zu haben“ = Zivilrecht der Besitzwille) ist die im Strafrecht bedeutende Zueignungsabsicht.
In § 242 StGB ist es die über den bloßen Vorsatz hinausgehende Zueignungsabsicht („in der Absicht, sich die Sache rechtswidrig zuzueignen“), die den subjektiven Tatbestand des Diebstahls komplettiert.
In § 246 StGB (Unterschlagung) lässt die herrschende Meinung jede Manifestation des Zueignungswillens genügen, um das objektive Merkmal des „Sich Aneignens“ zu erfüllen.